# Măgura (Hulubești), Dâmbovița
Măgura este un sat în comuna Hulubești din județul Dâmbovița, Muntenia, România. Se află în partea de vest a județului,  în Platforma Cândești din Podișul Getic. Exploatare de petrol.